# Year of the Dog… Again
Year of the Dog… Again (englisch für „Jahr des Hundes… aufs Neue“) ist das sechste Studioalbum des US-amerikanischen Rappers DMX. Es erschien am 28. Juli 2006 über die Labels Ruff Ryders Entertainment, Sony BMG und Columbia Records als Standard- und Limited-Edition, inklusive DVD.

## Produktion
Bei dem Album fungierten DMX selbst sowie Dee, Waah Dean und Jay Jackson als ausführende Produzenten. Vier Lieder wurden von Swizz Beatz produziert, während Dame Grease drei und Scott Storch zwei Instrumentals beisteuerten. Weitere Beats stammen von den Musikproduzenten Tuneheadz, Chad Elliott, Elite, Divine Bars und Da Gutta Fam.

## Covergestaltung
Das Albumcover zeigt DMX, der nachts in einer dunklen Gasse steht und einen Kampfhund an der Leine hält, welcher sein Maul aufreißt. Links oben im Bild befinden sich die grauen Schriftzüge DMX und Year of the Dog… Again.

## Gastbeiträge
Auf neun Liedern des Albums sind neben DMX andere Künstler vertreten. So hat der Rapper und Produzent Swizz Beatz einen Gastauftritt im Song We in Here, während auf It’s Personal die Rapper Styles P. und Jadakiss zu hören sind. Die Sängerin Amerie unterstützt DMX auf Dog Love und das Stück Come Thru (Move) ist eine Kollaboration mit dem Rapper Busta Rhymes. Auf Walk These Dogs arbeitet DMX mit der Rapperin Kashmere zusammen, während der Rapper Big Stan einen Gastbeitrag auf I Run Shit hat. Weitere Gäste sind Janyce, Jinx und Bazaar Royale.

## Titelliste
| #  | Titel                      | Gastmusiker         | Produzent    | Länge |
| -- | -------------------------- | ------------------- | ------------ | ----- |
| 1  | Intro                      |                     | Dame Grease  | 1:32  |
| 2  | We in Here                 | Swizz Beatz         | Swizz Beatz  | 3:54  |
| 3  | I Run Shit                 | Big Stan            | Swizz Beatz  | 3:56  |
| 4  | Come Thru (Move)           | Busta Rhymes        | Swizz Beatz  | 3:42  |
| 5  | It’s Personal              | Styles P., Jadakiss | Tuneheadz    | 3:44  |
| 6  | Baby Motha                 | Janyce              | Swizz Beatz  | 4:41  |
| 7  | Dog Love                   | Amerie, Janyce      | Chad Elliott | 3:43  |
| 8  | Wrong or Right (I’m Tired) | Bazaar Royale       | Elite        | 5:24  |
| 9  | Give ’Em What They Want    |                     | Scott Storch | 2:46  |
| 10 | Walk These Dogs            | Kashmere            | Dame Grease  | 2:56  |
| 11 | Blown Away                 | Janyce, Jinx        | Divine Bars  | 4:02  |
| 12 | Goodbye                    |                     | Da Gutta Fam | 4:50  |
| 13 | Life Be My Song            |                     | Dame Grease  | 4:02  |
| 14 | The Prayer VI              |                     | DMX          | 1:30  |
| 15 | Lord Give Me a Sign        |                     | Scott Storch | 3:28  |

Die Limited-Edition enthält zusätzlich eine DVD mit der Dokumentation Year of the Dog… Again.

## Chartplatzierungen und Singles
Year of the Dog… Again stieg am 11. August 2006 auf Platz 7 in die deutschen Charts ein und belegte in den folgenden Wochen die Ränge 21 und 14. Insgesamt hielt sich das Album neun Wochen in den Top 100. In den Vereinigten Staaten stieg das Album auf Platz 2 in die Charts ein und konnte sich zehn Wochen in den Top 200 halten. Somit erreichte DMX mit seinem sechsten Studioalbum erstmals nicht die Chartspitze in den USA. Auch kommerziell blieb Year of the Dog… Again deutlich hinter den Vorgängeralben zurück, die sich jeweils mindestens eine Million Mal in den Vereinigten Staaten verkauften.
Als Singles wurden die Lieder We in Here und Lord Give Me a Sign ausgekoppelt.

## Rezeption
Dani Fromm von laut.de bewertete Year of the Dog… Again mit drei von möglichen fünf Punkten. Vor allem die Produktion und die aggressiveren Songs werden gelobt, während die ruhigeren Lieder eher negativ gesehen werden, da DMX’ „Stimme, die tönt, als gäbe es das Reibeisen täglich schon zum Frühstück“, hier nicht so gut harmoniere. Thematisch sei vieles vorhersehbar, aber doch unterhaltsam.